# Forel Nzalamou Malonga
Forel Nzalamou Malonga est un boxeur congolais né le 18 avril 1995.

## Carrière sportive
Évoluant en poids super-légers (moins de 64 kg), il est qualifié pour les Jeux olympiques d'été de 2016,,. Il est membre de l'équipe des Aiglons de Ponton / Boxing Club Uppercut Mbota (Pointe-Noire) depuis 2012.

### Palmarès
Son palmarès est le suivant :
- Champion National du Congo de sa catégorie (Poids super-légers / - 64 kg)
- Médaille de bronze aux Sélections Afrique pour les Jeux olympiques d'été de 2016 (Poids super-légers / - 64 kg) - Yaoundé / Cameroun / mars 2016[Note 1]